# Luke Cutts
Pour les articles homonymes, voir Cutts.
Luke Cutts (né le 13 février 1988) est un athlète britannique, spécialiste du saut à la perche.

## Biographie
Il remporte la médaille d'argent des championnats d'Europe espoirs 2009 à Kaunas avec un saut à 5,60 m, devancé pour le titre par l'Allemand Raphael Holzdeppe. Il participe cette même année aux championnats du monde de Berlin mais ne parvient pas à franchir le cap des qualifications.
En début de saison 2014, Luke Cutts améliore le record du Royaume-Uni en salle en effaçant la barre de 5,83 m à Rouen.

## Palmarès
| Date | Compétition                       | Lieu       | Résultat | Marque |
| ---- | --------------------------------- | ---------- | -------- | ------ |
| 2006 | Championnats du monde juniors     | Pékin      | 9e       | 5,30 m |
| 2009 | Championnats d'Europe espoirs     | Kaunas     | 2e       | 5,60 m |
| 2014 | Championnats du monde en salle    | Sopot      | 8e       | 5,65 m |
| 2014 | Jeux du Commonwealth              | Glasgow    | 2e       | 5,55 m |
| 2017 | Championnats d'Europe par équipes | Lille      | 8e       | 5,30 m |
| 2018 | Jeux du Commonwealth              | Gold Coast | 3e       | 5,45 m |

## Records
| Épreuve          | Épreuve   | Performance | Lieu    | Date            |
| ---------------- | --------- | ----------- | ------- | --------------- |
| Saut à la perche | Plein air | 5,70 m      | Londres | 27 juillet 2013 |
| Saut à la perche | Salle     | 5,83 m (RN) | Rouen   | 25 janvier 2014 |